# Софіїно-Лиман
Со́фіїно-Лима́н — село Олександрівської селищної громади Краматорського району Донецької області, Україна. Населення становить 72 осіб.

## Видатні уродженці
- Ботвинов Олександр Гнатович — Герой Соціалістичної Праці.